# Jaculina blanchardi
Jaculina blanchardi is een mosdiertjessoort uit de familie van de Jaculinidae. De wetenschappelijke naam van de soort is voor het eerst geldig gepubliceerd in 1903 door Jullien & Calvet.